# Права секс-працівників

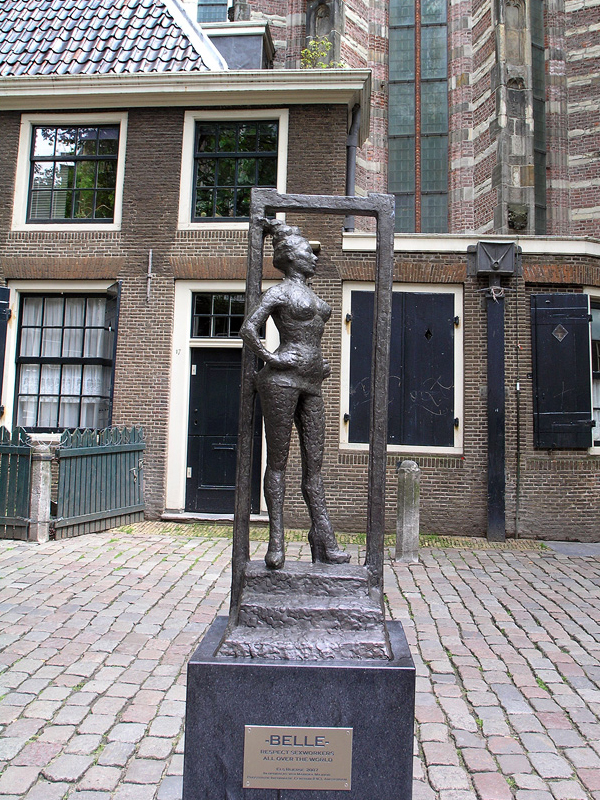
Бронзова статуя Белль в районі червоних ліхтарів Амстердама Де Валлен перед Старою церквою, представлена у 2007

Права людей у проституції охоплюють сфери прав людини, охорони здоров'я та трудових прав. Цілі цих рухів різноманітні, але, як правило, спрямовані на декриміналізацію та дестигматизацію проституції та прав на місцевому й міжнародному рівнях для всіх осіб в секс-індустрії, в тому числі сутенерів та інших посередників.
Термін секс-робота в першу чергу стосується проституції, але також охоплює порно-виконавців, операторів сексу по телефону, вебкамем моделей, танцівниць у стриптиз-клубах та інших. Деякі розширюють використання терміна, включаючи «допоміжний персонал», такий як менеджери, агенти, відеооператори, викидайли. Дебати щодо проституції часто характеризують як проблему прав жінок, особливо тими, хто стверджує, що проституція за своєю суттю пригнічує та експлуатує жінок.
Деякі люди в секс-індустрії не бажають, щоб їх розглядали як злочинців і вважають закони проти проституції, порнографії такими, що порушують їх права. 
Однак у 2016 році до ООН Жінки надійшло офіційне звернення сотень людей, які пережили проституцію, та десятків громадських організацій, де вони висловлювались проти терміна секс-робота, де зазначено: "...те, що ми пережили від покупців сексу, сутенерів, власників борделів, торговців людьми та інших наших експлуататорів, не було ні сексом, ні роботою, а нескінченним потоком насильства, деградації та дегуманізації, накладеного на наші тіла та розум".
З часу використання червоних парасольок повіями у Венеції, Італія, в 2001 році - в рамках 49-ї Венеціанської бієнале мистецтв ― червона парасолька стала найголовнішим міжнародним символом прав секс-індустрії.  

## Огляд

### Дискримінація та стигматизація
У більшості країн, навіть у тих, де проституція легальна, люди в ній відчувають стигматизацію та маргіналізацію і що це заважає їм вимагати законного відшкодування за дискримінацію (наприклад, расизм з боку власника стриптиз-клубу, звільнення з навчання через участь у проституції), несплата клієнтом, напад чи зґвалтування. Активісти вважають, що клієнти можуть також зазнавати стигматизації та маргіналізації (див. докладніше Шведська модель протидії проституції).

### Дебати про порнографію
Протягом 1970-х та 1980-х основними темами феміністичного дискурсу про жіночу сексуальність були порнографія, проституція та торгівля людьми. Це призвело до мобілізації повій в Америці. Керол Лі приписують термін «секс-робота» на початку 1980-х, а пізніше його популяризувала книга, опублікована в 1989 році, «Секс-робота».  Приблизно в цей час, зокрема, порнографія була актуальною дискусією серед феміністок, які проводили кампанії за права жінок. Феміністки у цих дебатах дотримувались протилежних поглядів на те, як усунути сексуальне насильство проти жінок: радикальні феміністки відстоювали боротьбу з порнографією як практикою насильства й експлуатації та пропонували Шведську модель, ліберальні усувалися від визначених рішень, а секс-позитивні відстоювали порнографію, БДСМ.  (Див. докладніше Феміністичні секс-війни)

#### Радикальний фемінізм
Аргумент радикальної сторони спирається на те, що порнографія зображує жінок як підлеглих та здійснює насильство проти жінок. Серед анти-порн феміністок, що брали участь у дискусіях, були Пейдж Мелліш, Андреа Дворкін та Кетрін Маккіннон. Дворкін наполягала на тому, що пригнічення жінок відбувається через сексуальне підпорядкування і що для існування гендерної рівності субординація повинна бути усунена. Таким чином, вона заявляє, що порнографія та проституція несумісні з гендерною рівністю.  Подібно до цього Маккіннон заявляє, що порнографія є актом сексуального насильства.  На тій підставі, що порнографія порушує громадянські права жінок, вона та Дворкін запропонували закон під назвою «Антипорнографічний указ про громадянські права», який дозволяв жінкам вимагати відшкодування збитків, завданих порнографією, через цивільні суди. Так само Пейдж Мелліш, засновниця «Феміністки, які борються з порнографією» (FFP), вважала, що проблеми, з якими стикаються феміністки, кореняться в порнографії. У 1992 році Мелліш об'єдналась з консерваторами для боротьби за прийняття «Закону про компенсацію жертвам порнографії», який був створений за зразком постанови Дворкін і Маккіннон. 

#### Ліберальний фемінізм
Ліберальні феміністки вважають, що капіталізм дозволяє жінкам вільно робити будь-який вибір, який вони бажають. Таким чином, деякі жінки вільно обирають участь у порнографії. Головне, за що борються ці феміністки ― це антицензура, незалежно від того, погоджуються вони особисто з порнографією чи ні. На цьому боці дискусії виступають Гейл Рубін та Лін Ченсер. Рубін стверджує, що антипорнографічні закони можуть зашкодити сексуальним меншинам, таким як геї/лесбійки, люди у проституції та феміністки.  Вона також заявляє, що деякі з антипорнографічних феміністок вважають, що порнографія негативно впливає на жінок, приводячи до насильства проти жінок, коли насправді це не так. Таким чином, вона робить висновок, що радикальні феміністки розглядають порнографію як швидке вирішення набагато більшої соціальної проблеми.

#### Секс-позитивний фемінізм
Секс-позитивні феміністки вважають, що жодну форму сексуального вираження не слід зневажати, крім тієї, що не є домовленою.Керол Квін стверджує, що радикальні феміністки, можливо, узагальнюють занадто широко, що стосується жінок.

#### Чоловіки та порно
Існують дискусії щодо того, чи є споживання порнографії серед чоловіків шкідливим для їхнього самопочуття, адже в дослідженні понад 300 чоловіків від 18 до 73 років 97% повідомляли, що вони дивились порно, причому 94% повідомили, що робили це останнім часом і 82%  «регулярно». Чоловіки будь-якого віку повідомляють про загальний позитивний досвід із порнографією, хоча молодші чоловіки висловлюють більший негатив, ніж чоловіки старшого віку ― на думку вчених, це пов’язано з тим, що порно перекручує сприйняття сексу чоловіками.

#### Торгівля людьми
Поточні дебати про торгівлю людьми зосереджуються на тому, яка модель законодавчого регулювання проституції є найкращим способом захисту жінок від трафікінгу.

## Законність проституції
Більшість активістів за формування політики, яка захищає повій від насильства, поділяються на дві основні категорії: неоаболіціонізм (Шведська модель: криміналізація покупця проституції та сутенера, декриміналізація та реабілітація проституйованих) та повна легалізація проституції (декриміналізація). 

### Неоаболіціонізм (Шведська модель)
Ранні реформатори визначили ключову проблему проституції чоловічою хтивістю, яка заманила невинних жінок у розбещене життя повій.  Прихильниці неоаболіціонізму розглядають проституцію як систему експлуатації, яка шкодить залученим жінкам та дівчаткам. Тому для запобігання насильству проти жінок слід покарати споживачів та сутенерів. Цей політичний підхід ґрунтується на ідеї, що жінки є постраждалими від проституції та потребують програм підтримки у виході з проституції, реабілітації, профорієнтації.
Аргументи неоаболіціонізму засновані на глобальних дослідженнях наслідків проституції в країнах, де вона легалізована, декриміналізована або де діє Шведська модель:
- Легалізована проституція збільшує підпільну, нелегальну та вуличну проституцію, оскільки багато жінок не беруть участі в медичних оглядах та не хочуть, щоб їх контролювали.
- Проституція сприяє торгівлі сексом, збільшує дитячу проституцію і розширює секс-індустрію, а не контролює її.
- Проституція ― це подарунок сутенерам, торгівцям людьми та секс-індустрії.
- Проституція не захищає жінок, які займаються проституцією.
- Проституція робить соціально прийнятним для чоловіків купувати секс, а жінок розглядати як товар сексуального характеру.
- Проституція не сприяє зміцненню здоров'я жінок, оскільки політика використання презервативів не застосовується суворо.
- Проституція не покращує вибір жінок.[20]

### Легалізація або декриміналізація
Прихильники легалізації, навпаки, вважають, що продаж і купівля сексу триватимуть незалежно від заборон. Тому єдиним способом ефективного запобігання насильству є визнання цього та регулювання бізнесу. Прихильники легалізації вважають, що система, яка забороняє проституцію, створює гнітюче середовище для повій. Прихильники цієї точки зору також рекомендують розробити політику, яка встановлює обмеження щодо торгівлі людьми та експлуатації повій.
Легалізація проституції часто передбачає додаткові обмеження та вимоги до повій, а також реєстрацію в офіційних державних установах.  Декриміналізація передбачає законя які захищають права повій, тоді як усі сексуальні контакти між дорослими повіями та дорослими клієнтами не підлягають криміналізації. Аргументи легалізаторів:
- Проституція ― вільний вибір.
- Проституція ― це операція, при якій ніхто не завдає і не зазнає шкоди, а залучені є дорослими.
- Проституція не є більш моральною чи аморальною, ніж робота.
- Декриміналізація або легалізація можуть захистити повій від насильства, наприклад, через охорону на місцях (кнопки паніки в борделях, можливість повідомляти поліцію).
- Регулярні санкціонованих медичних перевірок та необхідного використання презервативів.
- Рівень зґвалтування може зменшитися.
- Проституція може стати законним бізнесом, а права людини можуть бути забезпечені ефективним регулюванням.
- Криміналізація повій посилює їх проблеми. [23]

Декриміналізацію підтримують Amnesty International, Human Rights Watch та Американський спілка громадянських свобод, UNAIDS, ВООЗ та ПРООН, ILGA та Lambda Legal, Глобальний альянс проти торгівлі жінками, La Strada International та Freedom Network США.

## Працевлаштування
Залежно від регіонального законодавства діяльність повій може регулюватися, контролюватися або заборонятися. Наприклад, проституція є незаконною у багатьох країнах і повністю легалізована в Нідерландах, Німеччині, деякі австралійські штати та кілька округів американського штату Невада.

### В стрип-клубах
І в Канаді, і у Великій Британії танцюристки в стриптиз-клубах є незалежними підрядницями, які стикаються із значними проблемами, які вони не можуть виправити через нездатність кинути виклик роботодавцям шляхом організованих дій.   

### Інтернет-підприємництво
Дослідження вказують, що форми жіночого цифрового підприємництва, такі як проституція, часто делегітимізовані через соціально-культурні припущення, які «визначають жіночу сексуальну працю як незаконну роботу». Історично «жіноча робота» була знецінена та гіперсексуалізована. Якщо репродуктивна праця знецінена по відношенню до економіки, це означає, що робочі місця, віднесені до категорії «жіноча праця», розглядаються як нелегітимний спосіб отримання доходу. 
Чоловіки, які займаються сексом з чоловіками, часто знаходять додатки та вебсайти для гей-підключення як вступ на секс-роботу.  Існують протилежні точки зору щодо того, як ці додатки впливають на ризик. Багато з цих програм використовуються приховано, вони використовують шифрувальні коди, щоб обійти цензуру. Це може змусити їх недооцінювати ризики проституції та підвищує ризик заподіяння шкоди. 
Інші дослідження показали, що програми підключення можуть бути також корисними для забезпечення безпеки, оскільки вони зменшують ризик домагання на вулиці та дозволяють людям у проституції мати більший контроль над тим, хто має доступ до знань про них.  Технологія дає більше можливостей для обміну інформацією та встановлення очікувань перед зустріччю. Інтернет-проституція також створює більш комфортне ставлення до проституції, особливо серед геїв. 

## Ризики

### ІПСШ
Повії стикаються з багатьма потенційними загрозами насильства. Одним з основних ризиків є інфекції, що передаються статевим шляхом. Оскільки вуличне насильство проти повій є звичним явищем, це підвищує їхню сприйнятливість до зараження через такі фактори, як примус чи зґвалтування, оскільки вони не можуть вимагати використання презерватива або відмовити. Крім того, Всесвітня організація охорони здоров’я заявляє, що повіям відмовляють у медичних послугах під час профілактики та лікуванні захворювань через характер їхньої діяльності. Крім того, повії бояться шукати медичні послуги через структурні бар'єри, які заважають їм знати про послуги та користуватися ними. 
Транс-жінки у секс-бізнесі, мають особливий ризик зараження ВІЛ. Серорозповсюдженість ВІЛ серед транс-жінок у проституції за міжнародними оцінками становить 27,3%.  Крім того, проституція поширена серед транслюдей, особливо серед молодих транс-жінок. 

### Фізичне насильство
Аналогічним чином, у звіті Всесвітньої організації охорони здоров’я йдеться про те, що криміналізація створює середовище, коли жінки рідше повідомляють про злочини проти них, і приймають можливість насильства, такого як зґвалтування, вбивства, побиття та викрадення, як частину посадової інструкції. У звіті також зазначено, що повії навіть ризикують бути переслідуваними, приниженими та примушеними до сексу з місцевими правоохоронними органами.

### Психологічне насильство
Деякі повії піддаються психологічним маніпуляціям з боку своїх сутенерів. Повії в цих стосунках можуть розвинути стокгольмський синдром щодо своїх кривдників і відмовитись свідчити проти них. Окружний прокурор округу Нью-Йорк Сайрус Венс-молодший заявив, що такі повії «часто емоційно та економічно залежать від своїх кривдників і мовчать, оскільки їх світ стає меншим та небезпечнішим». 

### Вплив COVID-19
Глобальна пандемія COVID-19 суттєво вплинула на безпеку жінок-повій. Два основні впливи на безпеку ― це нездатність фізично дистанціюватися та виключення державної підтримки через відсутність легального доходу. Під час пандемії COVID-19 Верховний суд Індії передав інструкції урядам усіх штатів щодо надання сухих пайків повіям. 

## Адвокація
Активісти та адвокати повій, включаючи багато лібертарійських організацій, таких як Фонд Розуму та Лібертаріанська партія в США, стверджують, що учасники проституції повинні мати такі ж основні права людини та праці, як інші працюючі люди.  За словами Жаклін Конт, є три різні позиції щодо питань, що стосуються проституції: аболіціонізм, позитивно-статевий фемінізм та декриміналізація. Вона стверджує, що декриміналізація є найкращою позицією на основі відомих їй досліджень. Це дозволить покращити умови, захистити поліцію та зменшити насильство щодо повій.
У червні 2014 року уряд Канади спробував прийняти законопроєкт С. 36, який передбачає кримінальну відповідальність за придбання або рекламу сексуальних послуг. Такі організації, як Stella L'amie de Maimie, намагалися чинити тиск проти законопроєкту. Це організація, яка бореться за те, щоб люди у проституції мали свій голос і мали такі ж права на охорону здоров'я та безпеку, як і всі інші. Вони стверджують, що криміналізація матиме негативні наслідки, такі як посилення насильства, посилення примусу та торгівля людьми. Частина роботи цієї організації ― безкоштовне розповсюдження презервативів, а також інформації та інструментів для повій. 
Іншою точкою зору, якої дотримуються деякі активісти, є легалізація, яка організовує обставини (наприклад, юридичні борделі), де застосовуються стандартні галузеві практики (використання презервативів та регулярні медичні огляди для повій), що можуть зменшити передачу ВІЛ та інших ІПСШ.  Багато повій просять декриміналізувати та легалізувати їх роботу, щоб полегшити їм пошук допомоги, якщо вони є жертвами насильства 

## Рух
Рух за права повій розпочався в 1970-х і в багатьох країнах працює над поліпшенням умов праці, збільшенням пільг та усуненням дискримінації від імені осіб, які працюють у секс-індустрії, незалежно від того, легальні вони чи ні.   Міжнародний комітет з прав повій у 1985 році отримав Всесвітню хартію прав повій, створивши світову спільноту.  Цей рух продовжував зростати у всьому світі, коли його члени почали об'єднувались для боротьби зі СНІД/ВІЛ-кризою. Глобальна мережа проєктів сексуальної праці (NSWP) була створена в 1992 році на Міжнародній конференції зі СНІДу в Амстердамі.  Більшість прогресу в галузі прав повій стосується розвинутих країн, в даний час залучені організації працюють над поширенням своїх знань та активностей на країни, що розвиваються.  Такі дії мають на меті вплинути на політику, щопроституціята була визнана професією, а повіям були надані достатні права. 
Червона парасолька як символ був представлений повіями у Венеції, Італія, в 2001 році в рамках 49-ї Венеціанської бієнале мистецтв. Повії провели вуличну демонстрацію, Марш червоних парасольок, у Венеції на знак протесту проти нелюдських умов праці та порушення прав людини.  Міжнародний комітет з прав повій у Європі (ICRSE) прийняв червону парасольку як символ опору дискримінації в 2005 році. До Міжнародного жіночого дня у березні 2014 року організації та активісти проституції, що працюють по всьому світу, використовували червону парасольку у заходах святкування та протесту. Наприклад, флешмоби, на яких використовували червону парасольку, проводились у Сіднеї, Австралія; Лондон, Велика Британія; Бохум, Німеччина; Таїланд; Нідерланди; та Перу.      Проєкт «Червона парасолька» ― це некомерційна організація, що базується в Нью-Йорку, яка виступає від імені повій та прагне надати їм більше можливостей, надаючи їм голос. 

## Дати
- 3 березня: Міжнародний день прав секс-працівників. День почали відзначати, коли понад 25 000 повій зібралися в Індії на фестиваль, організований групою з Калькутти під назвою «Комітет Дурбар Махіла Саманвая» (Комітет «Нестримний жіночий синтез»), незважаючи на акції протесту, щоб уряд скасував дозвіл на парад у 2001 році [56]
- 2 червня: Міжнародний день працівників секс-бізнесу. 2 червня 1975 року у Ліоні, Франція група повій зібралася у церкві, щоб висловити гнів щодо експлуатаційних умов життя та криміналізації, з якою вони стикаються в проституції. [56]
- 3 серпня: День сексуального працівника Китаю. У 2009 році Китайський центр захисту прав жінок на низовому рівні призначив цей день для боротьби з дискримінацією, з якою стикаються китайські повії. [56]
- 17 грудня: Міжнародний день припинення насильства проти працівників секс-бізнесу. У 2003 р. Доктор Енн Спрінк заснувала Проєкт з охорони праці повій США і в цей день провела всеношну за жертвами вбивці Грін-Рівер, і з тих пір цей день відзначається пам’яттю жертв насильницьких злочинів та боротьбою з дискримінацією злочинів пов'язаних із проституцією. [56]